# آیت عادل
ایت ادل (به فرانسوی: Ait Aadel) یک منطقهٔ مسکونی در مراکش است که در مراکش تانسیفت الحوز واقع شده‌است.

## خصوصیات
ایت ادل ۶٬۹۶۷ نفر جمعیت دارد.